# Forcipomyia waldermari
Forcipomyia waldermari är en tvåvingeart som beskrevs av Ryszard Szadziewski 1983. Forcipomyia waldermari ingår i släktet Forcipomyia och familjen svidknott.
Artens utbredningsområde är Algeriet. Inga underarter finns listade i Catalogue of Life.